# Língua rama
Rama é uma das línguas chibchanas. É falada por cerca 740 pessoas do  povo indígena Rama, na ilha de Cayo Rama e ao sul do lago Bluefields, na costa caribenha da Nicarágua. Outras línguas indígenas dessa região incluem o  miskito e o sumo. Rama é uma das línguas mais setentrionais da família Chibchana
O idioma Rama está severamente ameaçada de extinção, "morrendo rapidamente por falta de uso", já na década de 1860. Em 1980, os Rama foram notados como tendo "quase perdido sua língua étnica original" e se tornado falantes de uma  língua crioula de base inglesa e do crioulo de Cayo Rama (língua com influência do alemão) em lugar da sua “língua mãe”. Em 1992, apenas cerca de  36 falantes fluentes podiam ser encontrados entre uma população étnica de 649 indivíduos . O número de falantes em Cayo Rama era de apenas 4 em 1992. Houve vários esforços de revitalização de línguas. O trabalho de campo para o primeiro dicionário de Rama foi feito nessa época por Robin Schneider, um estudante graduado da Universidade de Berlim. É falado em Honduras e na Nicarágua.

## Fonologia
|                | Bilabial | Alveolar | Palatal | Velar  | Labiovelar | Glotal |
| -------------- | -------- | -------- | ------- | ------ | ---------- | ------ |
| Plosiva surda  | p        | t        |         | k      | kw [kʷ]    |        |
| Plosiva sonora | b        | d        |         | g      |            |        |
| Fricativa      |          | s        |         |        |            | h      |
| Plosiva nasal  | m        | n        |         | ng [ŋ] | ngw [ŋʷ]   |        |
| líquida        |          | l, r     |         |        |            |        |
| Semivogal      |          |          | y [j]   |        | w          |        |

Existem três sons vocálicos básicos: a, i e u '. Além desses,   e '   foram introduzidos como vogais distintas em alguns empréstimos estrangeiros. Cada vogal pode ser curta ou longa. Aqui, as vogais são mostradas na ortografia padrão de Rama
As seguintes consoantes são encontradas (transcrições IPA são mostradas quando úteis):
|         | Curta    | Curta     | Longa    | Longa     |
|         | Anterior | Posterior | Anterior | Posterior |
| ------- | -------- | --------- | -------- | --------- |
| Fechada | i        | u         | ii       | uu        |
| Medial  | (e)      | (o)       | (ee)     | (oo)      |
| Aberta  | a        | a         | aa       | aa        |

As palavras de Rama têm tonicidade imprevisível.

## Amostras de texto
- Mliika tamaski = Bom dia
- Niika bii? = Como vai você?
- Nah mliika aakar = Estou bem
- Niku maing aak? = Qual é seu nome?
- Naing aak ... = Meu nome é ...
- Nah ... su aakar = Eu moro em...
- Aha = sim
- Mahaling = não
- Maa rama kuup alkwsi? = Você fala Rama?
- Mang! = Vá embora!
- Ngarbing samuu ikusbaingi = O tapir gosta de comer banana

## Bibligrafia
- Craig, Colette (1990), «Review: Dictionary of the Rama Language», International Journal of American Linguistics, 56 (2): 293–304, JSTOR 1265135.
- Craig, Colette (1991), «Ways to go in Rama: A case study in polygrammaticalization», in:  Traugott, Elizabeth Closs; Heine, Berndt, Approaches to grammaticalization (volume II), ISBN 978-90-272-2899-4, Amsterdam/Philadelphia: John Benjamins.
- Craig, Colette (1992), «Language shift and language death: the case of Rama in Nicaragua», International Journal of the Sociology of Language, 93: 11–26, doi:10.1515/ijsl.1992.93.11.
- Craig, Colette (2000), «A morphosyntactic typology of classifiers», in:  Senft, Gunter, Systems of Nominal Classification, ISBN 978-0-521-77075-0, United Kingdom: Cambridge University Press.
- Craig, C.; Rigby, N. (1988), Diccionario Elemental Rama, Eugene: University of Oregon.
- Craig, Colette; Tibbitts, Bonny; Rigby, Nora; Benjamins, Cristina (1992), An illustrated dictionary in Rama, CIDCA.
- Craig, Colette; Tibbitts, Bonny; Rigby, Nora (1986), «Notes on the Rama language», Wani: Revista Sobre la Costa Atlántica (CIDCA) (4): 29–32.
- Grinevald, Colette; Pivot, Bénédicte (2013), «The Revitalization of a 'Treasure Language': The Rama Language Project in Nicaragua», Keeping Languages Alive.
- Lehmann, Walter (1911), Zentral-Amerika (I), Berlin: D. Reimer.
- Lehmann, Walter (1914), Vokabular der Rama-Sprache nebst grammatischem Abriss, München: Akademische Buchdruckerei von F. Straub.
- Pim, Bedford; Seemann, Berthold (1869), Dottings on the Roadside, in Panama, Nicaragua, and Mosquito, London: Chapman and Hall.
- Rigby, Nora; Craig, Colette G.; Tibbits, Bonny (1989), Rama kuup alkwisbang! – Let's speak Rama – ¡Hablemos rama!, CIDCA.
- Rigby, Nora; Schneider, Robin (1989), Dictionary of the Rama language: Rama, English, Rama-Creole, Spanish, English, Rama (Speaking with the tiger), ISBN 978-3-496-00459-2, D. Reimer.